# Romain Alessandrini
Pour les articles homonymes, voir Alessandrini.
Romain Alessandrini, né le 3 avril 1989 à Marseille (Bouches-du-Rhône), est un ancien footballeur français qui jouait au poste de milieu offensif.

## Biographie

### Débuts professionnels
Né le 3 avril 1989 à Marseille, dans les Bouches-du-Rhône, Romain Alessandrini grandit dans le quartier des Chartreux, et commence la pratique du football en 1996, au Club athlétique Plan-de-Cuques, à quelques kilomètres de la cité phocéenne,. À dix ans, il intègre les équipes de jeunes de l'Olympique de Marseille, le grand club local,. Resté à l'OM durant six saisons, il est replacé au poste d'arrière latéral gauche par son entraîneur, ce qui ne lui convient guère. Le temps de quelques mois, il décide alors d'arrêter le football à l'âge de seize ans, et quitte donc l'Olympique de Marseille en 2005,. Finalement, grâce à une connaissance, il part réaliser un essai au FC Gueugnon, en Bourgogne, qui le retient et lui permet d'intégrer son centre de formation quelques mois plus tard.
Évoluant en Ligue 2 quand Alessandrini l'intègre en 2005, le FC Gueugnon est relégué en National en 2008. C'est à cet échelon qu'il fait se première saison en équipe première, durant la saison 2008-2009, après avoir joué son premier match professionnel en Coupe de France en 2006, lancé par Hubert Fournier et René Le Lamer. Il dispute vingt-sept matchs et marque trois buts pour cette première saison chez les séniors. Alors qu'il passe professionnel à l'été 2009, Alessandrini se blesse gravement lors du premier match de la saison suivante, face au Paris FC : alors qu'il a marqué un but durant cette rencontre, il est victime d'un arrachement des ligaments croisés du genou. Une blessure qui le prive de la quasi-totalité de la saison 2009-2010. Une fois soigné, il doit subir la concurrence de Giovan Vairelles à son poste, dont le frère Tony Vairelles est devenu propriétaire du club. Il revient néanmoins pour jouer les cinq derniers matchs de la saison, et marque deux buts à cette occasion.

### La révélation à Clermont

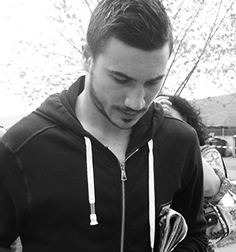
Romain Alessandrini en 2012.

Alors qu'il cherche un remplaçant à Yacine Brahimi, prêté la saison précédente par le Stade rennais, le Clermont Foot Auvergne annonce son recrutement le 26 mai 2010 avec la signature d'un contrat de deux ans. L'entraîneur local, Michel Der Zakarian, est convaincu par René Le Lamer, lui-même passé par Clermont, de l'engager, et Alessandrini découvre ainsi la Ligue 2, où il s'adapte très vite. Il intègre le onze titulaire dès le début de la saison 2010-2011, marquant d'ailleurs un but dès son premier match de championnat, à Boulogne-sur-Mer après avoir déjà marqué lors de son premier match professionnel avec le club en Coupe de la Ligue contre le FC Metz. Ses bonnes performances parviennent à convaincre le club auvergnat de lui prolonger son contrat de deux années supplémentaires dès la fin novembre 2010. Au terme de sa première saison à Clermont, il totalise treize buts et sept passes décisives toutes compétitions confondues, et fait partie du onze-type de Ligue 2 2010-2011 des trophées UNFP,. Il établit au passage une relation privilégiée sur le terrain avec l'attaquant Sloan Privat, qui est à chaque fois à la réception de ses sept passes décisives. Il marque également le premier doublé de sa carrière lors du match retour contre le FC Metz.
Sa saison suscite l'intérêt de plusieurs clubs de Ligue 1 qui tentent de le recruter lors de l'été 2011. L'OGC Nice, l'AS Saint-Étienne et le FC Sochaux-Montbéliard se manifestent notamment, et Alessandrini émet le souhait de quitter Clermont pour découvrir l'élite,. Mais son club souhaite le conserver une saison supplémentaire, et le retient, malgré la déception du joueur,. Fin août 2011, il annonce qu'il s'est mis d'accord avec ses dirigeants pour rester une saison de plus en Auvergne.

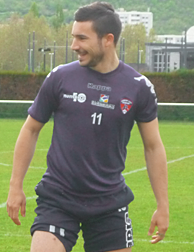
Romain Alessandrini à l'entraînement avec Clermont.

Avec le Clermont Foot, Romain Alessandrini lutte durant toute la saison 2011-2012 pour la montée en Ligue 1. Le milieu de terrain reprend sa marche en avant, et parvient cette fois à marquer onze buts et à donner quatre passes décisives. Insuffisant néanmoins pour permettre à son club de monter, le Clermont Foot terminant à la cinquième place du classement. Une nouvelle fois, il intègre le onze-type de Ligue 2 lors des trophées UNFP 2012, et figure de plus parmi les quatre joueurs sélectionnés pour le titre de meilleur joueur de l'année à ce niveau. C'est finalement le Bastiais Jérôme Rothen qui reçoit la récompense.

### Débuts en Ligue 1 au Stade rennais
De nouveau très courtisé à l'issue de la saison 2011-2012, Romain Alessandrini choisit de quitter Clermont pour Rennes. Le 28 juin 2012, il signe un contrat qui le lie pour quatre ans avec le Stade rennais. Après avoir joué son premier match de Ligue 1, le 19 août 2012 au stade Jacques-Chaban-Delmas contre les Girondins de Bordeaux, il marque son premier but à ce niveau, une semaine plus tard face au SC Bastia. Rapidement, ses performances attirent le regard de la presse, son entraîneur Frédéric Antonetti louant notamment sa « générosité » et sa « compétitivité »,. Pour sa première demi-saison en Ligue 1, il marque sept buts, auxquels s'ajoutent trois réalisations en Coupe de la Ligue, et donne quatre passes décisives, s'imposant comme la révélation de son équipe Le 31 janvier 2013, il est convoqué par Didier Deschamps en équipe de France pour un match amical face l'Allemagne au stade de France, rencontre à laquelle il ne prend finalement pas part. Quelques jours plus tard, le 15 février 2013, il se blesse lors d'un match de Ligue 1 disputé sur la pelouse du Grand Stade Lille Métropole face au LOSC. Le lendemain, son club annonce qu'Alessandrini est victime d'une rupture du ligament croisé antérieur du genou droit, ce qui met prématurément un terme à sa première saison rennaise. Du même coup, il ne participe pas à la finale de la Coupe de la Ligue, perdue par le Stade rennais face à l'AS Saint-Étienne. Il est tout de même élu joueur de l'année par une partie des supporters du club, les mauvais résultats suivant sa longue absence ayant révélé son importance au sein de l'équipe rennaise.
Durant l'été 2013, alors qu'il effectue sa rééducation, Romain Alessandrini annonce son désir de quitter le Stade rennais pour rejoindre l'Olympique de Marseille. Un souhait qui ne trouve pas d'écho favorable auprès des dirigeants rennais, qui refusent plusieurs offres de transfert de la part du club phocéen,. Alessandrini est ainsi contraint à disputer la saison 2013-2014 sous les couleurs rennaises, et fait part début septembre de son écœurement à l'égard de ses dirigeants, affirmant que ceux-ci lui ont menti sur les termes d'une proposition d'augmentation salariale. Brocardé par une partie des supporters rennais, qui réclament sa mise à l'écart, le joueur fait finalement son retour à la compétition en Ligue 1, le 29 septembre 2013, à l'occasion d'un derby perdu contre le FC Nantes. Retrouvant son poste de titulaire, il dispute 34 matchs et marque sept buts lors de sa deuxième saison à Rennes, et participe au bon parcours de son équipe en Coupe de France, qui s'incline face à l'En Avant de Guingamp en finale.

### Olympique de Marseille
Le 25 juin 2014, Romain Alessandrini quitte le Stade rennais et signe un contrat de quatre saisons avec l'Olympique de Marseille pour une somme estimée à cinq millions. Il joue son premier match sous le maillot phocéen dès la première journée de Ligue 1 face au SC Bastia. Le 20 septembre 2014, il entre en jeu face à son précédent club et marque son premier but avec l'OM a la 93e minute sur un coup franc direct. Il marque deux nouveaux buts importants en fin de saison contre l'AS Monaco et le Lille OSC mais son club rate le podium de deux points, terminant à la quatrième place, qualificative pour la Ligue Europa.
Lors de la préparation de la saison suivante, il marque un but qualifié de sublime mais chanceux par certains médias à Gianluigi Buffon sur un centre-tir depuis la ligne de touche côté droit, lors du tournoi amical du Trophée Robert Louis-Dreyfus remporté deux buts à zéro face à la Juventus. Un mois plus tard, il s'offre son premier doublé sous le maillot olympien au Stade Vélodrome contre le SC Bastia avant de jouer le premier match européen de sa carrière quatre jours plus tard en Ligue Europa en battant le FC Groningue lors d'une victoire trois buts à zéro et en profite pour inscrire son premier but européen lors de ce match. Lors de la dernière journée de championnat, Franck Passi fait tourner l'effectif et c'est Romain qui est promu capitaine olympien. Le club connaît une saison difficile avec trois entraîneurs différents durant la saison et une treizième place en championnat malgré une finale de Coupe de France perdue face au Paris Saint Germain lors de laquelle il n'entre pas en jeu regardant depuis le banc son équipe s'incliner quatre buts à deux.
Lors de la préparation estivale de la saison 2016-2017, il porte régulièrement le brassard de capitaine laissé vacant par Steve Mandanda mais se blesse peu de temps avant la reprise de la saison. Il revient à la compétition fin octobre lors des seizièmes de finale de Coupe de la Ligue après avoir manqué les dix premières journées de championnat.

### Galaxy de Los Angeles
Limité dans son temps de jeu par des blessures, Romain n'entre également pas dans les plans de son entraîneur Rudi Garcia qui obtient les services de Dimitri Payet pour renforcer le secteur offensif de son équipe. En janvier, plusieurs potentielles destinations sont avancées avec notamment la formation italienne du Genoa CFC ou encore de l'AS Saint-Étienne. Finalement, il réoriente sa carrière vers d'autres horizons en choisissant de rejoindre la Major League Soccer outre-Atlantique et le Galaxy de Los Angeles comme première destination étrangère en y signant un contrat de trois ans avec le statut de joueur désigné le 31 janvier 2017. Dans la transaction, l'Olympique de Marseille récupère un montant de trois millions d'euros, bonus compris. Il est titularisé dès la première semaine de Major League Soccer lors d'une défaite deux buts à un contre le FC Dallas. Lors de sa troisième rencontre, il délivre deux passes décisives contre le Real Salt Lake, le 19 mars, lors d'une victoire deux buts à un avant d'inscrire ses quatre premiers buts en trois matchs : un doublé lors du match suivant contre les Whitecaps de Vancouver, un but contre l'Impact de Montréal et Orlando City SC, la machine est lancée. Il marque deux nouveaux doublés contre les Red Bulls de New York et le Minnesota United. Titulaire indiscutable, il participe à trente matchs pour treize buts et douze passes décisives mais ne peut rien faire pour éviter la dernière place du club.
La saison saison 2018, est un peu mieux au niveau collectif puisque le club termine à la septième place de la conférence Ouest, toujours indiscutable il marque à onze reprises pour neuf passes décisives.
Sa dernière saison commence mal puisqu'il est remplacé dès la vingtième minute de jeu lors de la première journée de championnat à la suite d'une blessure musculaire qui l’empêche de participer aux deux matchs suivants. Revenu sur les terrains, il joue quatre rencontres avant de sortir de nouveau au quart d'heure de jeu contre le Minnesota United après une grave blessure au genou qui l'éloigne des terrains pour six mois. Il ne revient qu'en octobre pour deux matchs de séries éliminatoires lors desquelles le club est éliminé en demi-finale de conférence. Il ne joue que sept rencontres en 2019.

### Qingdao Huanghai
Le 18 février 2020, il signe un contrat de trois ans dans le club chinois Qingdao Huanghai, pensionnaire de la Chinese Super League depuis la saison 2020.

### Shenzen FC
Il joue avec les Shenzhen FC de 2022 à 2023.
En fin de contrat avec Shenzhen depuis janvier 2024, il annonce mettre un terme à sa carrière professionnelle en mars 2024.

### Sélection nationale
Le 31 janvier 2013, il est convoqué par Didier Deschamps en équipe de France pour la première fois pour un match amical face à l'Allemagne au Stade de France, rencontre à laquelle il ne prend finalement pas part.

## Statistiques
| Saison                | Club                   | Championnat           | Championnat | Championnat | Championnat | Coupe nationale | Coupe nationale | Coupe nationale | Coupe de la Ligue | Coupe de la Ligue | Coupe de la Ligue | Compétition(s) continentale(s) | Compétition(s) continentale(s) | Compétition(s) continentale(s) | Compétition(s) continentale(s) | Total | Total | Total |
| Saison                | Club                   | Division              | M.          | B.          | P.d.        | M.              | B.              | P.d.            | M.                | B.                | P.d.              | Comp.                          | M.                             | B.                             | P.d.                           | M.    | B.    | P.d.  |
| 2006-2007             | FC Gueugnon            | Ligue 2               | -           | -           | -           | 1               | 0               | 0               | -                 | -                 | -                 | -                              | -                              | -                              | -                              | 1     | 0     | 0     |
| 2007-2008             | FC Gueugnon            | Ligue 2               | -           | -           | -           | -               | -               | -               | -                 | -                 | -                 | -                              | -                              | -                              | -                              | 0     | 0     | 0     |
| 2008-2009             | FC Gueugnon            | National              | 27          | 3           | 0           | 1               | 0               | 0               | -                 | -                 | -                 | -                              | -                              | -                              | -                              | 28    | 3     | 0     |
| 2009-2010             | FC Gueugnon            | National              | 6           | 3           | 0           | -               | -               | -               | 1                 | 0                 | 0                 | -                              | -                              | -                              | -                              | 7     | 3     | 0     |
| Sous-total            | Sous-total             | Sous-total            | 33          | 6           | 0           | 2               | 0               | 0               | 1                 | 0                 | 0                 | -                              | -                              | -                              | -                              | 36    | 6     | 0     |
| 2010-2011             | Clermont Foot 63       | Ligue 2               | 35          | 11          | 7           | 3               | 1               | 0               | 2                 | 1                 | 0                 | -                              | -                              | -                              | -                              | 40    | 13    | 7     |
| 2011-2012             | Clermont Foot 63       | Ligue 2               | 33          | 11          | 4           | 3               | 0               | 0               | 1                 | 0                 | 0                 | -                              | -                              | -                              | -                              | 37    | 11    | 4     |
| Sous-total            | Sous-total             | Sous-total            | 68          | 22          | 11          | 6               | 1               | 0               | 3                 | 1                 | 0                 | -                              | -                              | -                              | -                              | 77    | 24    | 11    |
| 2012-2013             | Stade rennais FC       | Ligue 1               | 22          | 10          | 6           | -               | -               | -               | 4                 | 3                 | 1                 | -                              | -                              | -                              | -                              | 26    | 13    | 7     |
| 2013-2014             | Stade rennais FC       | Ligue 1               | 27          | 6           | 6           | 5               | 1               | 0               | 2                 | 0                 | 0                 | -                              | -                              | -                              | -                              | 34    | 7     | 6     |
| Sous-total            | Sous-total             | Sous-total            | 49          | 16          | 12          | 5               | 1               | 0               | 6                 | 3                 | 1                 | -                              | -                              | -                              | -                              | 60    | 20    | 13    |
| 2014-2015             | Olympique de Marseille | Ligue 1               | 26          | 3           | 4           | -               | -               | -               | 1                 | 0                 | 0                 | -                              | -                              | -                              | -                              | 27    | 3     | 4     |
| 2015-2016             | Olympique de Marseille | Ligue 1               | 22          | 5           | 4           | 2               | 1               | 0               | -                 | -                 | -                 | C3                             | 6                              | 2                              | 0                              | 30    | 8     | 4     |
| 2016-2017             | Olympique de Marseille | Ligue 1               | 6           | 0           | 0           | 1               | 0               | 1               | 1                 | 0                 | 0                 | -                              | -                              | -                              | -                              | 8     | 0     | 1     |
| Sous-total            | Sous-total             | Sous-total            | 54          | 8           | 8           | 3               | 1               | 1               | 2                 | 0                 | 0                 | -                              | 6                              | 2                              | 0                              | 65    | 11    | 9     |
| 2017                  | Galaxy de Los Angeles  | MLS                   | 30          | 13          | 12          | -               | -               | -               | -                 | -                 | -                 | -                              | -                              | -                              | -                              | 30    | 13    | 12    |
| 2018                  | Galaxy de Los Angeles  | MLS                   | 26          | 11          | 9           | -               | -               | -               | -                 | -                 | -                 | -                              | -                              | -                              | -                              | 26    | 11    | 9     |
| 2019                  | Galaxy de Los Angeles  | MLS                   | 7           | 0           | 2           | -               | -               | -               | -                 | -                 | -                 | -                              | -                              | -                              | -                              | 7     | 0     | 2     |
| Sous-total            | Sous-total             | Sous-total            | 63          | 24          | 22          | -               | -               | -               | -                 | -                 | -                 | -                              | -                              | -                              | -                              | 63    | 24    | 22    |
| 2020                  | Qingdao Huanghai       | CSL                   | 16          | 9           | 2           | 1               | 0               | 0               | -                 | -                 | -                 | -                              | -                              | -                              | -                              | 17    | 9     | 2     |
| 2021                  | Qingdao FC             | CSL                   | 12          | 2           | 1           | -               | -               | -               | -                 | -                 | -                 | -                              | -                              | -                              | -                              | 12    | 2     | 1     |
| Sous-total            | Sous-total             | Sous-total            | 28          | 11          | 3           | 1               | 0               | 0               | -                 | -                 | -                 | -                              | -                              | -                              | -                              | 29    | 11    | 3     |
| 2022                  | Shenzhen FC            | CSL                   | 14          | 2           | 2           | -               | -               | -               | -                 | -                 | -                 | -                              | -                              | -                              | -                              | 14    | 2     | 2     |
| 2023                  | Shenzhen FC            | CSL                   | 11          | 1           | 1           | -               | -               | -               | -                 | -                 | -                 | -                              | -                              | -                              | -                              | 11    | 1     | 1     |
| Sous-total            | Sous-total             | Sous-total            | 25          | 3           | 3           | -               | -               | -               | -                 | -                 | -                 | -                              | -                              | -                              | -                              | 25    | 3     | 3     |
| Total sur la carrière | Total sur la carrière  | Total sur la carrière | 295         | 88          | 54          | 18              | 3               | 1               | 12                | 4                 | 1                 | -                              | 6                              | 2                              | 0                              | 331   | 97    | 56    |

## Palmarès
Malgré trois finales de coupe nationale, le palmarès de Romain Alessandrini reste vierge.
Alors au Stade rennais FC, il voit son équipe être battue par l'AS Saint-Étienne en finale de la Coupe de la Ligue en 2013, à laquelle il ne participe pas étant blessé avant d'être finaliste de la Coupe de France en 2014 battu par l'En Avant de Guingamp deux buts à zéro.
Il n'entre pas en jeu lors de la finale de Coupe de France perdu avec l'Olympique de Marseille en 2016.

## Distinctions personnelles
Il est élu dans l'équipe-type de Ligue 2 en 2010-2011 et 2011-2012 alors qu'il joue au Clermont Foot.
En 2015, il reçoit le « Prix Orange Médiafoot », récompensant le joueur de l'effectif marseillais le plus apprécié des journalistes qui suivent le club, après sa première saison à l'OM.